# Alexander Aeschbach

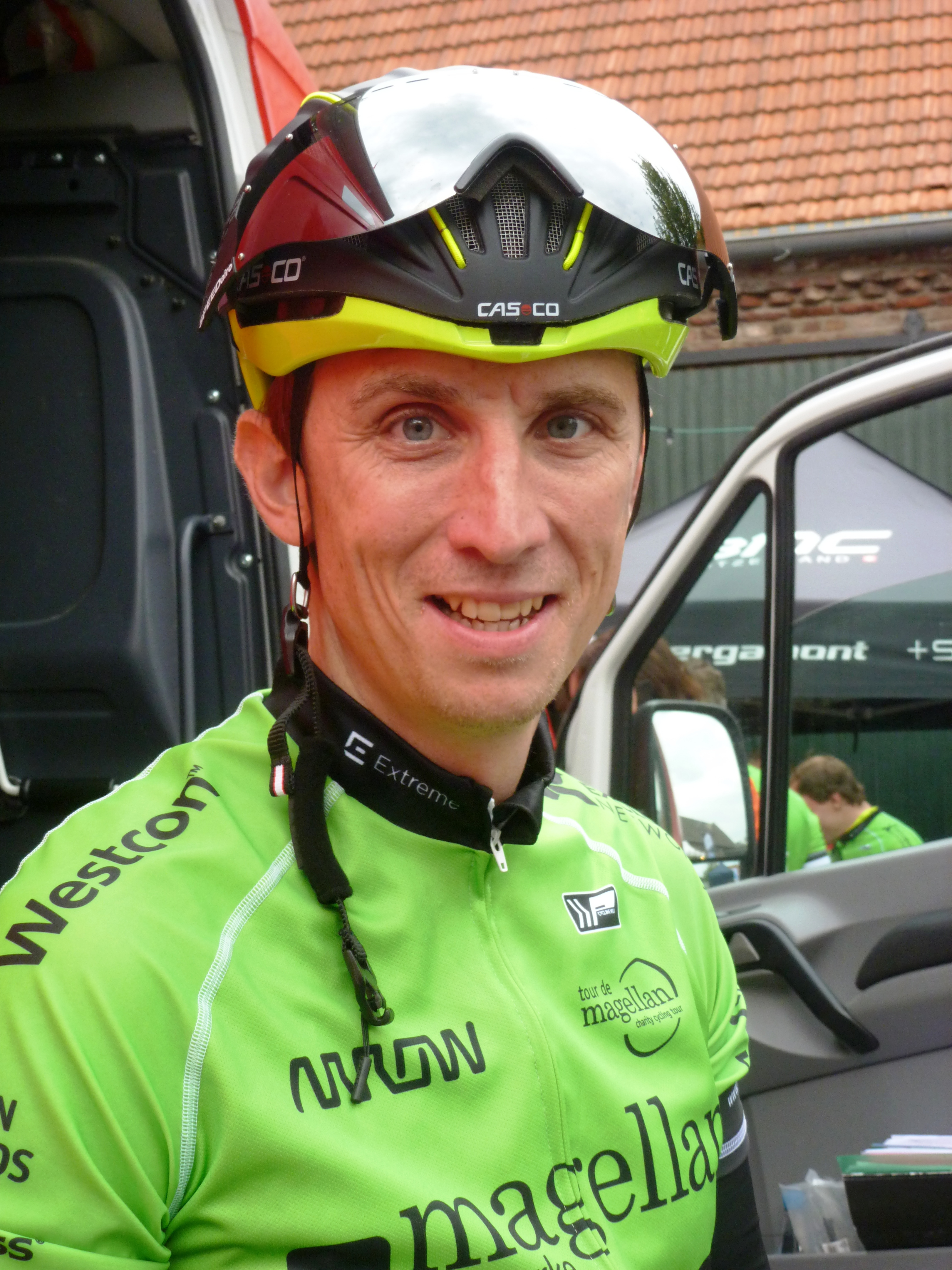
Alexander Aeschbach (2014)

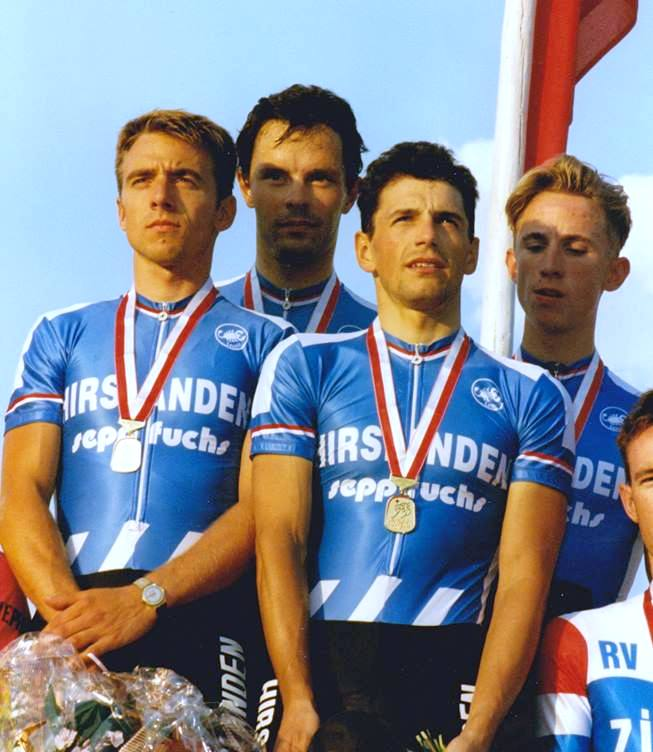
Schweizer Meister in der Mannschaftsverfolgung 1996 in Zürich-Oerlikon: Aeschbach (r.), v. l. n. r.: Viktor Kunz, Beat Meister und Patrick Vetsch

Alexander Aeschbach (* 9. Juni 1974 in Dürrenäsch) ist ein ehemaliger Schweizer Radrennfahrer, der schwerpunktmässig auf der Bahn aktiv war.

## Sportliche Laufbahn
Alexander Aeschbach begann im Alter von neun Jahren mit dem Radsport. Mit 17 Jahren nahm er an den UCI-Bahn-Weltmeisterschaften der Junioren in Athen teil und bestritt die Einerverfolgung und das Punktefahren. Wegen interner Verbandsprobleme stieg er ab 1997 auf die Strasse um und wurde 1999 Profi im Team EC Bayer Worringen und im Jahr 2000 beim Team Coast.
Aeschbach wechselte wieder auf die Bahn mit dem Ziel, sich für die Olympischen Sommerspiele 2004 in Athen zu qualifizieren. Wegen eines Trainingsunfalls konnte er weder an der WM in Stuttgart noch an den Olympischen Spielen in Athen teilnehmen. 2004 gewann er die Europameisterschaft im Zweier-Mannschaftsfahren (Madison) mit Partner Franco Marvulli.
Auf der Bahn ist Aeschbach mehrfacher Schweizer Meister in verschiedenen Disziplinen. Er wurde 2010 und 2011 Schweizer Meister der Kategorie «Elite National» im Einzelzeitfahren. Insgesamt startete er bei 98 Sechstagerennen, von denen er acht gewann, darunter 2001, 2003 und 2004 das in Grenoble sowie 2002 in Moskau.
Zum Ende der Saison 2012/13 erklärte Alexander Aeschbach seinen Rücktritt vom Radsport. Sein endgültiger Rücktritt erfolgte im Herbst 2013, nachdem er im neueröffneten Velodrome Suisse in Grenchen sein Abschiedsrennen gefahren war.

## Persönliches
Alexander Aeschbach ist gelernter Schreiner. Sein Bruder war der ebenfalls erfolgreiche Radsportler Andreas Aeschbach.

## Teams
- 1999: EC Bayer Worringen
- 2000: Team Coast

## Erfolge
- Weltcup-Gesamtsieger im Zweier-Mannschaftsfahren 2001 und 2004
- Europameister Zweier-Mannschaftsfahren 2004
- Sieger der Sechstagerennen in Grenoble (2001, 2003, 2004, 2006 und 2010), Moskau (2002), Stuttgart (2007) und Fiorenzuola (2009)
- mehrfacher Schweizer Meister in Mannschaftsverfolgung, Einzelverfolgung und Zweier-Mannschaftsfahren.